# Un casse en or
Pour plus de détails, voir Fiche technique et Distribution.
Un casse en or (The Great Riviera Bank Robbery) est un film britannique réalisé par Francis Megahy, sorti en 1979.

## Synopsis
Tiré d'une histoire vraie, le film raconte l'histoire du casse de la Société générale de Nice, commis par Albert Spaggiari, en 1976. Il s'agit de la version britannique du film français Les Égouts du paradis, sorti la même année.

## Fiche technique
- Titre : Un casse en or
- Titre québécois : Les égouts de l'or
- Titre original : The Great Riviera Bank Robbery
- Réalisation : Francis Megahy
- Scénario : Bernie Cooper et Francis Megahy
- Musique : Stanley Myers
- Photographie : Peter Jessop
- Montage : Arthur Solomon
- Production : Martin McKeand
- Société de production : ITC Entertainment et Incorporated Television Company
- Pays :  Royaume-Uni
- Genre : Action, drame et thriller
- Durée : 102 minutes
- Dates de sortie : 
  -  Royaume-Uni : 21 mars 1979 (télévision)

## Distribution
- Ian McShane : le cerveau
- Warren Clarke : Jean
- Stephen Greif : Rocco
- Christopher Malcolm : Serge
- Nigel Humphreys : Alex
- Eric Mason : Fernand
- Matthew Long : Michel
- Alain Guano : Alain
- Barry Lowe : l'avocat
- Jonathan Elsom : le magistrat
- Arnold Diamond : l'homme de la mairie
- Christopher Burgess : un policier
- Kevin Brennan : une client
- Sheila Ruskin : la fille de la banque
- Adrian Shergold : Leftie
- John Malcolm : le gendarme
- Laraine Humphrys : la fille de la villa
- Deirdre Costello : le buraliste
- Carole Mowlam : la femme de Jean
- John Grillo (en) : le cadre de la banque
- Gail Harrison : la fille de la mairie
- Gary Waldhorn : l'homme du ministère